# Csinsza pekcsei király
Csinsza (Jinsa) (? – 392) az ókori Pekcse (Baekje) állam tizenhatodik királya.

## Élete
Kunguszu (Geungusu) király és Ai királyné fiaként született, bátyja, Cshimnju (Chimnyu) halála után került a trónra. Nem szívelte a buddhistákat. A Szamguk szagi (Samguk sagi) szerint bátor, intelligens és találékony uralkodó volt.
Amikor trónra lépett, Pekcse (Baekje) gyakori konfliktusban állt a terjeszkedő Kogurjóval (Goguryóval) és a malgalokkal. 386-ban Kogurjo (Goguryo) megtámadta az országot, de nem sikerült győzelmet aratnia. A következő évben Csinsza (Jinsa) mintegy 200 embert ejtett foglyul a határon. Később azonban fokozatosan területeket vesztett Kogurjóval (Goguryóval) szemben, különösen miután Kvanggetho (Gwanggaeto) király szövetséget kötött Sillával. Legalább 10 erődöt és több települést elfoglaltak, még az egyik legjobb elhelyezkedésű erődöt, a több oldalról sziklafallal védett Kvanmiszongot (Gwanmiseong) (관미성) is sikerült húsz nap alatt bevenniük.
Csinsza (Jinsa) imádott vadászni, még a háborúk közepette sem mondott le róla. 392-ben halt meg, a Szamguk szagi (Samguk sagi) szerint vadászat közben, a Nihonsoki szerint viszont Cshimnju (Chimnyu) fia Asin (Ashin) ölette meg, hogy eltávolítsa a trónról. A Szamguk jusza (Samguk yusa) szerint egyébként Asin (Ashin) Csinsza (Jinsa) fia volt, erre azonban máshol nincs bizonyíték.